# Сеналес
Сена̀лес (на италиански: Senales; на немски: Shnals, Шналз) е община в Северна Италия, автономна провинция Южен Тирол, автономен регион Трентино-Южен Тирол. Разположена е на 1317 m надморска височина. Населението на общината е 1337 души (към 2010 г.).
Административен център на общината е село Чертоза (на италиански: Certosa; на немски: Karthaus, Картхауз).

## Език
Официални общински езици са и италианският и немският. Най-голямата част от населението говори немски.
| %     | Роден език      |
| 1,76  | Италиански език |
| 98,24 | Немски език     |
| 0,00  | Ладински език   |